# Saman (Alta Garona)
Saman é uma comuna francesa na região administrativa de Occitânia, no departamento de Alta Garona. Estende-se por uma área de 5,54 km². Em 2010 a comuna tinha 130 habitantes (densidade: 23,5 hab./km²).